# Шинуте (Лече)
Шинуте (итал. Scinnute) је насеље у Италији у округу Лече, региону Апулија.
Према процени из 2011. у насељу је живело 17 становника. Насеље се налази на надморској висини од 1 м.